# Kasteel Pereboomveld
Kasteel Peereboomveld is een kasteel in de tot de West-Vlaamse stad Brugge behorende deelgemeente Sint-Andries, gelegen aan Torhoutse Steenweg 452.

## Geschiedenis
In de 17e eeuw werd melding gemaakt van een jachtpaviljoen op deze plaats en in 1835 was sprake van een speelhuis met lusttuin en omringend landgoed met bos en heide. Het huis werd uitgebreid in 1852, 1873 en 1889 door diverse particuliere eigenaren. In 1885 werd een moestuin met orangerie en kassen aangelegd en in 1896 werd een koetshuis gebouwd.
In 1900 kwam het goed in handen van Emmanuel van Outryve d'Ydewalle en ook deze deed het kasteel verbouwen en verfraaien.

## Gebouw
Het betreft een bouwmassa op rechthoekige plattegrond in neoclassicistische stijl. Het gebouw heeft twee verdiepingen plus een zolderverdieping onder mansardedak.
Het kasteel is omringd door een park dat werd aangelegd in Engelse landschapsstijl. Het domein bevat enkele monumentale bomen, vijvers, bossen en een kapel.